# Leptocheirus pilosus
Leptocheirus pilosus is een vlokreeftensoort uit de familie van de Corophiidae. De wetenschappelijke naam van de soort is voor het eerst geldig gepubliceerd in 1844 door Ernst Gustav Zaddach.